# Mosze Szklar
Mosze Szklar, także Mojsze Szklar, właśc. Szklarek (ur. 1920 w Warszawie, zm. 2014 w Los Angeles) – polsko-żydowski poeta i dziennikarz piszący w jidysz.

## Życiorys
Urodził się w 1920 roku w Warszawie. Uczył się w chederze, następnie uczęszczał na kursy literatury i psychologii, jednocześnie utrzymując się jako włókniarz. Podczas II wojny światowej pracował w ciężkim przemyśle w Związku Socjalistycznych Republik Radzieckich. Po wojnie powrócił do Polski, gdzie zaczął pracować w redakcjach periodyków żydowskich. Został sekretarzem „Fołks Sztyme”, należał do redakcji „Jidisze Szriftn”, pisał także dla czasopism wydawanych w ZSRR, Izraelu i Stanach Zjednoczonych.
Po raz pierwszy wiersze Szklara ukazały się w 1947 roku na łamach „Ojfgang”. Podobnie jak Kalman Segal, początkowo pisał w duchu socrealizmu, tworząc m.in. panegiryki na cześć Stalina, choć w utworach obu pisarzy pojawiały się wątki żydowskie, co wyróżniało je na tle innych prac tego okresu. W 1951 roku ukazał się pierwszy tomik Szklara, Ruinen un rusztowanies. Z czasem coraz więcej jego utworów zaczęło skupiać się na tematyce w żydowskiej, pojawiły się także znaczące treści na temat Zagłady, którym poświęcał kolejne cykle w tomikach wydawanych po 1956 roku. W tomie Bleterfal z 1959 widać próbę zmierzenia się z prawdziwym obliczem Związku Radzieckiego. W utworach z tego okresu pojawia się częsty motyw poczucia straty i niepewności. W wierszach Szklara znalazł się także wątek poczucia przynależności do dwóch kultur: polskiej i jidysz.
W 1968 roku Szklar wyjechał do Stanów Zjednoczonych. Wraz z takimi postaciami, jak Dawid Sfard, Kalman Segal czy Lili Berger, należał do ostatniej fali emigracyjnej pisarzy w Polsce tworzących w jidysz. Działał w diasporze żydowskiej w Los Angeles, przez dwie dekady należał do redakcji czasopisma „Heszbn” poświęconego literaturze w jidysz. Kolejne zbiory poezji publikował w Tel Awiwie. Jego twórczość została wyróżniona licznymi nagrodami w Stanach Zjednoczonych i Izraelu. 
Zmarł w 2014 roku w Los Angeles.
W polskim tłumaczeniu ukazał się wybór poezji Szklara pt. Słowa moje, pieśni moje w tłumaczeniu Arnolda Słuckiego i Romana Pytla (2008) oraz proza Gdy ziemia płonęła w przekładzie Magdaleny Ruty (2020).

## Wybrana twórczość
- Ruinen un rusztowanies, 1951
- Tegleche mi, 1954
- Bleterfal, 1959
- Poszete werter, 1962
- Farszpetikter friling, 1966
- In dimjen farziglt, 1975
- In cwiszn grin, 1981
- Lid un lebn, 1988
- Moln di amoln, 1997[1]